# انوشا شاهقلی
انوشا شاهقلی (انگلیسی: Anoosha Shahgholi؛ زادهٔ ۱۰ نوامبر ۱۹۸۱) تنیس‌باز اهل ایران است. بالاترین رتبه وی در انجمن تنیس حرفه‌ای ۸۴۷ در ۷ مه ۲۰۰۷ بوده‌است.